# Lodewijk XI van Frankrijk
Lodewijk XI (Bourges (Cher), 3 juli 1423 – Kasteel van Plessis-lès-Tours (La Riche, Indre-et-Loire), 30 augustus 1483) uit het huis Valois, was koning van Frankrijk van 1461 tot aan zijn dood.
Lodewijk XI werd getypeerd als le plus terrible roi qui fut jamais en France (de ergste koning die Frankrijk ooit gekend had) en zijn historiograaf Philippe de Commynes noemde hem een universelle aragne (= grote spin), die overal zijn webben weefde om er zijn slachtoffers in te verstrikken.

## Dauphin (1423-1461)

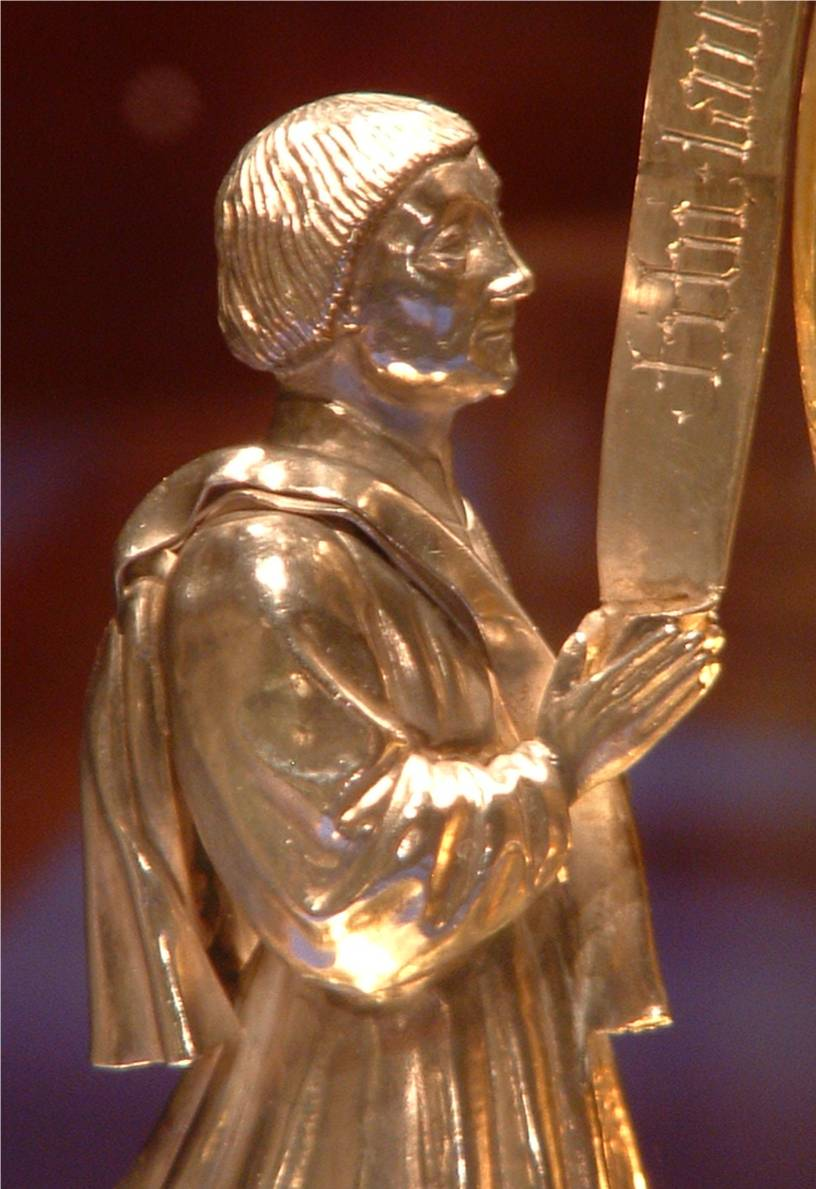
Lodewijk XI, toen nog dauphin van Frankrijk, afgebeeld op een monstrans die hij rond 1460 schonk aan de kerk van Halle

Als zoon van Karel VII wilde hij al tijdens het leven van zijn vader een actieve politieke rol spelen en intrigeerde zelfs met diens vijanden, onder anderen de Bourgondische hertog Filips de Goede. Al in 1440 nam hij deel aan de Praguerie, een opstand van enkele edelen tegen zijn vader, die echter weinig succes had. In 1446 werd hij naar de Dauphiné gestuurd, waar hij vele hervormingen doorvoerde en populariteit verwierf onder de middenstand.
Hij had een hekel aan Agnès Sorel, de maîtresse van zijn vader en boze tongen beweren dat hij de hand heeft gehad in haar dood (1450). In het volgende jaar trouwde hij tegen de wil van zijn vader met de jonge Charlotte van Savoye.
In 1456 stuurde zijn vader een leger naar de Dauphiné. Lodewijk vluchtte naar het noorden. Filips de Goede verleende hem asiel en herbergde hem in het kasteel van Genepiën, nadat hij, uit vrees voor zijn vader, met zijn echtgenote Charlotte het land had verlaten. Daar werd ook hun tweede zoon Joachim geboren, die echter vier maanden later overleed en in de Sint-Martinusbasiliek van Halle begraven ligt. Tijdens zijn verblijf in de Bourgondische domeinen deed hij zijn best om een goede relatie te houden met Filips' zoon Karel de Stoute en de familie Croÿ, die wedijverden om de macht aan het Bourgondische hof.
Hij ontmoette Olivier le Daim in Tielt, zoon van een barbier die hem vergezelde bij zijn terugkeer naar Frankrijk.

## Koning
Eenmaal koning geworden (1461) botste Lodewijk door zijn politiek van centralisatie en absolutisme met het streven naar autonomie van de rijksgroten (heren van Orléans, Anjou, Armagnac, Bretagne en Bourbon) en met zijn vroegere beschermheer Filips de Goede, die hij in 1463 dwong de Sommesteden (Péronne, Corbie, Amiens, Abbeville, Le Crotoy en Saint-Valery-sur-Somme) te verkopen ter ratificatie van de Vrede van Atrecht van 1435. Resultaat was de vorming van een oppositionele factie, de Ligue du Bien Public, waaronder Filips' zoon Karel de Stoute, die zijn verbeten aartsrivaal werd en het tot een voor Lodewijk nadelige militaire krachtproef (Slag bij Montlhéry, 1465) liet komen. Het daarop volgende  Traktaat van Conflans (oktober 1465) voorzag in de restitutie van de Sommesteden en autonomie voor Normandië. Daarna steunde Lodewijk heimelijk de Luikse rebellen, die tegen het gezag van Karel de Stoute in opstand waren gekomen, maar moest lijdzaam toezien hoe Karel uit wraak de stad verwoestte. Lodewijk moest het Verdrag van Péronne (1468) tekenen. Dit voorzag erin dat de hertog van Bourgondië zelf zijn vertegenwoordigers kon afvaardigen in het Parlement van Parijs. Aan die beloften heeft Lodewijk zich niet gehouden. In zijn regeringszaken werd hij bijgestaan door twee trouwe adviseurs, namelijk Olivier le Daim en Tristan l'Hermite.
Door omkoperij wist hij de neutraliteit van de Engelse koning, Karels bondgenoot Eduard IV, te verwerven, met het Verdrag van Picquigny sloot hij vrede met Engeland, en ook wist hij de Zwitsers tot optreden tegen Karel de Stoute te brengen, hetgeen tot diens nederlaag en dood te Nancy (1477) heeft geleid. Het gezagsvacuüm nadien in de Bourgondische landen heeft Lodewijk gebruikt om het hertogdom Bourgondië, de Franche-Comté, Artois en Anjou in te palmen. Bretagne en andere randgebieden als Navarra en Savoie bleven onafhankelijk. Lodewijk slaagde er bij herhaling in overlopers aan te trekken, waaronder de gewezen Bourgondische hofhistoricus Philippe de Commynes.

## Besluit

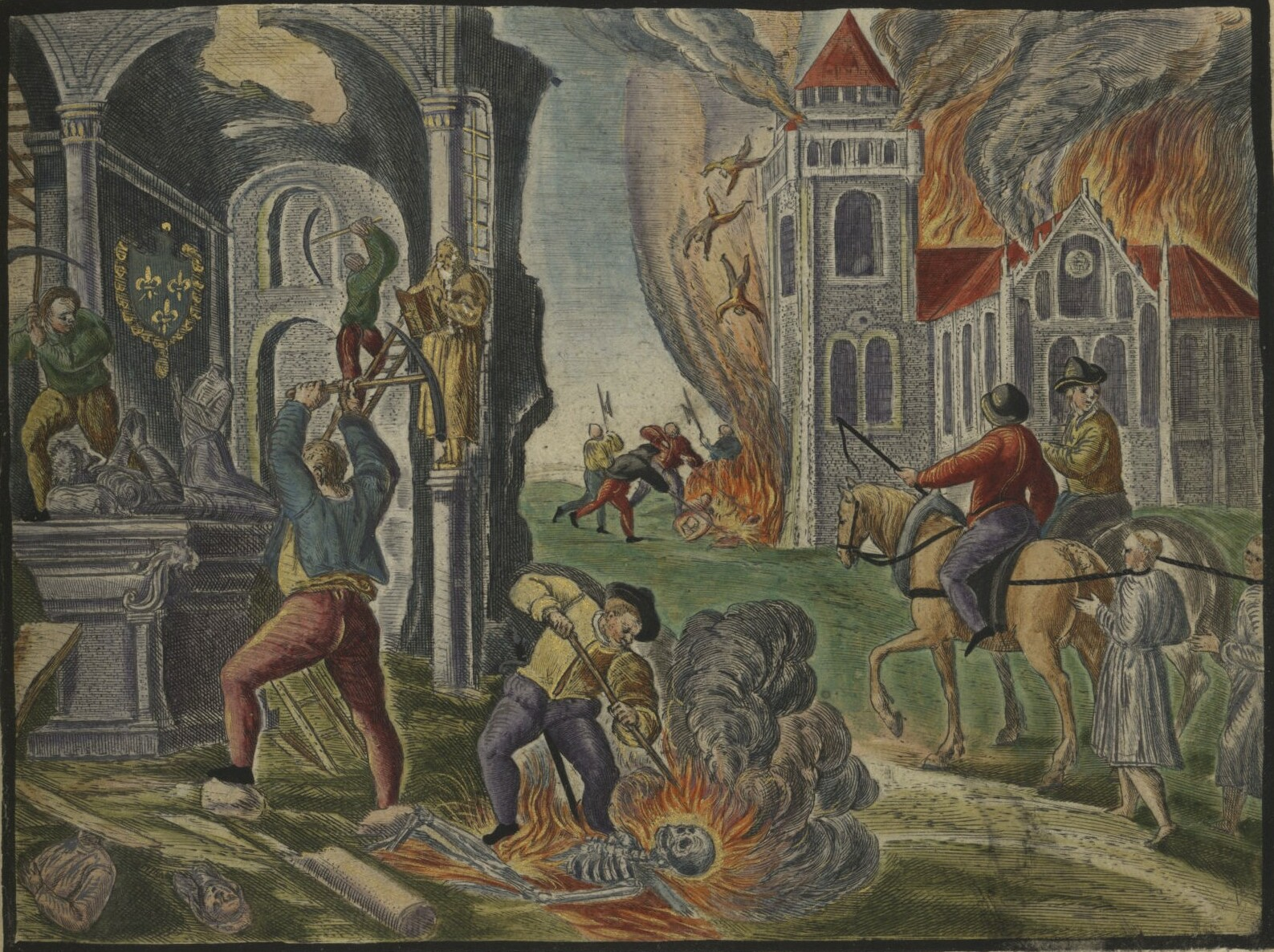
Hugenoten schenden het graf van Lodewijk XI en verbranden zijn resten (Richard Verstegen, 1587)

Lodewijk XI kan beschouwd worden als de grondlegger van de Franse eenheidsstaat en de voorloper van de absolute monarchie, die in Frankrijk een einde maakte aan het feodale stelsel. Hij liet zich omringen, niet door zijn vazallen, maar door allerlei spionnen, politiebeambten en andere lieden van duister allooi. Door zijn intriges, meer dan door zijn oorlogen, wist hij het Franse territorium aanzienlijk uit te breiden. Tenger en ziekelijk van uiterlijk, leefde hij gierig waar het zijn persoon betrof, maar om een tegenstander om te kopen was geen prijs hem te hoog. Lodewijk XI bevorderde de handel en de nijverheid in zijn koninkrijk. Naarmate zijn einde naderde, viel hij steeds meer ten prooi aan bijgeloof en paranoia: om zijn ziel te redden zocht hij zijn toevlucht bij voorspellingen van astrologen, reliekenverering en schenkingen aan kloosters en abdijen. Zo stichtte hij in Maastricht een reliekenkapel naar aanleiding van een miraculeuze genezing van een familielid, de Koningskapel, die slechts in ruïneuze toestand bewaard is gebleven. Aan de Akense Domschatkamer schonk hij een verguld zilveren armreliekhouder van Karel de Grote, die hij beschouwde als de voorvader van de Franse koningen. Hij werd begraven in de Onze-Lieve-Vrouwekerk van Cléry-Saint-André (nabij Orléans). Zijn oorspronkelijke bronzen grafbeeld werd door de hugenoten omgesmolten en in de 17e eeuw vervangen door het huidige van marmer.

## Huwelijken en kinderen
Lodewijk huwde tweemaal:

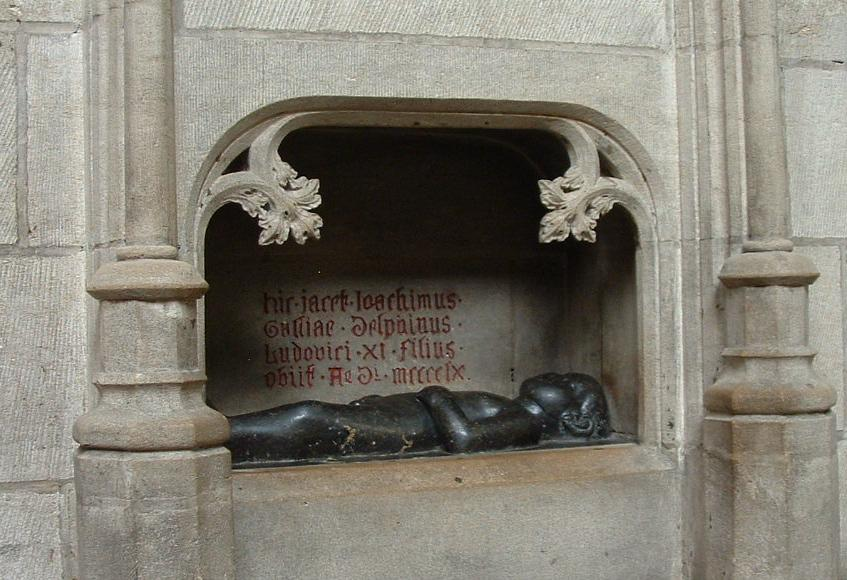
Joachim, tweede zoon van Lodewijk XI, ligt begraven in de kerk te Halle

- in 1436 met Margaretha (1424-1444), dochter van Jacobus I van Schotland,
- in 1451 met Charlotte (1441-1483), dochter van Lodewijk van Savoye.

Uit zijn tweede huwelijk werden de volgende kinderen geboren:
- Lodewijk (1458-1460)
- Joachim (1459-1459)
- Louise (1460-1460)
- Anna van Beaujeu (1462-1522), gehuwd met Peter II van Bourbon
- Johanna (1464-1505), gehuwd met Lodewijk van Orléans
- Frans (1466-1466)
- Karel VIII (1470-1498)
- Frans (1472-1473).

## Kwartierstaat (voorouders)
| Karel V van Frankrijk (1337-1380)     | Karel V van Frankrijk (1337-1380)     | Karel V van Frankrijk (1337-1380)     | Karel V van Frankrijk (1337-1380)     | Karel V van Frankrijk (1337-1380)     | Karel V van Frankrijk (1337-1380)     | Johanna van Bourbon (1338-1378)    | Johanna van Bourbon (1338-1378)    | Johanna van Bourbon (1338-1378)    | Johanna van Bourbon (1338-1378)    | Johanna van Bourbon (1338-1378)     | Johanna van Bourbon (1338-1378)     |                                     |                                     | Stefanus III van Beieren (ca. 1337-1413) | Stefanus III van Beieren (ca. 1337-1413) | Stefanus III van Beieren (ca. 1337-1413) | Stefanus III van Beieren (ca. 1337-1413) | Stefanus III van Beieren (ca. 1337-1413) | Stefanus III van Beieren (ca. 1337-1413) | Taddea Visconti (1352-1381)      | Taddea Visconti (1352-1381)      | Taddea Visconti (1352-1381) | Taddea Visconti (1352-1381) | Taddea Visconti (1352-1381)    | Taddea Visconti (1352-1381)    |                                |                                | Lodewijk I van Anjou (1339-1384) | Lodewijk I van Anjou (1339-1384) | Lodewijk I van Anjou (1339-1384) | Lodewijk I van Anjou (1339-1384) | Lodewijk I van Anjou (1339-1384)  | Lodewijk I van Anjou (1339-1384)  | Maria van Blois-Châtillon (1345-1404) | Maria van Blois-Châtillon (1345-1404) | Maria van Blois-Châtillon (1345-1404) | Maria van Blois-Châtillon (1345-1404) | Maria van Blois-Châtillon (1345-1404) | Maria van Blois-Châtillon (1345-1404) |                             |                             | Johan I van Aragón (1350-1396) | Johan I van Aragón (1350-1396) | Johan I van Aragón (1350-1396) | Johan I van Aragón (1350-1396) | Johan I van Aragón (1350-1396) | Johan I van Aragón (1350-1396) | Yolande van Bar (ca. 1365-1431) | Yolande van Bar (ca. 1365-1431) | Yolande van Bar (ca. 1365-1431) | Yolande van Bar (ca. 1365-1431) | Yolande van Bar (ca. 1365-1431) | Yolande van Bar (ca. 1365-1431) |  |  |  |  |  |  |  |  |  |  |  |  |  |  |  |  |  |  |  |  |  |  |  |  |  |  |  |  |  |  |  |  |  |  |  |  |  |  |  |  |  |  |  |  |  |  |  |  |
| Karel V van Frankrijk (1337-1380)     | Karel V van Frankrijk (1337-1380)     | Karel V van Frankrijk (1337-1380)     | Karel V van Frankrijk (1337-1380)     | Karel V van Frankrijk (1337-1380)     | Karel V van Frankrijk (1337-1380)     | Johanna van Bourbon (1338-1378)    | Johanna van Bourbon (1338-1378)    | Johanna van Bourbon (1338-1378)    | Johanna van Bourbon (1338-1378)    | Johanna van Bourbon (1338-1378)     | Johanna van Bourbon (1338-1378)     |                                     |                                     | Stefanus III van Beieren (ca. 1337-1413) | Stefanus III van Beieren (ca. 1337-1413) | Stefanus III van Beieren (ca. 1337-1413) | Stefanus III van Beieren (ca. 1337-1413) | Stefanus III van Beieren (ca. 1337-1413) | Stefanus III van Beieren (ca. 1337-1413) | Taddea Visconti (1352-1381)      | Taddea Visconti (1352-1381)      | Taddea Visconti (1352-1381) | Taddea Visconti (1352-1381) | Taddea Visconti (1352-1381)    | Taddea Visconti (1352-1381)    |                                |                                | Lodewijk I van Anjou (1339-1384) | Lodewijk I van Anjou (1339-1384) | Lodewijk I van Anjou (1339-1384) | Lodewijk I van Anjou (1339-1384) | Lodewijk I van Anjou (1339-1384)  | Lodewijk I van Anjou (1339-1384)  | Maria van Blois-Châtillon (1345-1404) | Maria van Blois-Châtillon (1345-1404) | Maria van Blois-Châtillon (1345-1404) | Maria van Blois-Châtillon (1345-1404) | Maria van Blois-Châtillon (1345-1404) | Maria van Blois-Châtillon (1345-1404) |                             |                             | Johan I van Aragón (1350-1396) | Johan I van Aragón (1350-1396) | Johan I van Aragón (1350-1396) | Johan I van Aragón (1350-1396) | Johan I van Aragón (1350-1396) | Johan I van Aragón (1350-1396) | Yolande van Bar (ca. 1365-1431) | Yolande van Bar (ca. 1365-1431) | Yolande van Bar (ca. 1365-1431) | Yolande van Bar (ca. 1365-1431) | Yolande van Bar (ca. 1365-1431) | Yolande van Bar (ca. 1365-1431) |  |  |  |  |  |  |  |  |  |  |  |  |  |  |  |  |  |  |  |  |  |  |  |  |  |  |  |  |  |  |  |  |  |  |  |  |  |  |  |  |  |  |  |  |  |  |  |  |
|                                       |                                       |                                       |                                       |                                       |                                       |                                    |                                    |                                    |                                    |                                     |                                     |                                     |                                     |                                          |                                          |                                          |                                          |                                          |                                          |                                  |                                  |                             |                             |                                |                                |                                |                                |                                  |                                  |                                  |                                  |                                   |                                   |                                       |                                       |                                       |                                       |                                       |                                       |                             |                             |                                |                                |                                |                                |                                |                                |                                 |                                 |                                 |                                 |                                 |                                 |  |  |  |  |  |  |  |  |  |  |  |  |  |  |  |  |  |  |  |  |  |  |  |  |  |  |  |  |  |  |  |  |  |  |  |  |  |  |  |  |  |  |  |  |  |  |  |  |
|                                       |                                       |                                       |                                       | Karel VI van Frankrijk (1368-1422)    | Karel VI van Frankrijk (1368-1422)    | Karel VI van Frankrijk (1368-1422) | Karel VI van Frankrijk (1368-1422) | Karel VI van Frankrijk (1368-1422) | Karel VI van Frankrijk (1368-1422) |                                     |                                     |                                     |                                     |                                          |                                          | Isabella van Beieren (1371-1435)         | Isabella van Beieren (1371-1435)         | Isabella van Beieren (1371-1435)         | Isabella van Beieren (1371-1435)         | Isabella van Beieren (1371-1435) | Isabella van Beieren (1371-1435) |                             |                             |                                |                                |                                |                                |                                  |                                  |                                  |                                  | Lodewijk II van Anjou (1377-1417) | Lodewijk II van Anjou (1377-1417) | Lodewijk II van Anjou (1377-1417)     | Lodewijk II van Anjou (1377-1417)     | Lodewijk II van Anjou (1377-1417)     | Lodewijk II van Anjou (1377-1417)     |                                       |                                       |                             |                             |                                |                                | Yolande van Aragón (1381-1442) | Yolande van Aragón (1381-1442) | Yolande van Aragón (1381-1442) | Yolande van Aragón (1381-1442) | Yolande van Aragón (1381-1442)  | Yolande van Aragón (1381-1442)  |                                 |                                 |                                 |                                 |  |  |  |  |  |  |  |  |  |  |  |  |  |  |  |  |  |  |  |  |  |  |  |  |  |  |  |  |  |  |  |  |  |  |  |  |  |  |  |  |  |  |  |  |  |  |  |  |
|                                       |                                       |                                       |                                       | Karel VI van Frankrijk (1368-1422)    | Karel VI van Frankrijk (1368-1422)    | Karel VI van Frankrijk (1368-1422) | Karel VI van Frankrijk (1368-1422) | Karel VI van Frankrijk (1368-1422) | Karel VI van Frankrijk (1368-1422) |                                     |                                     |                                     |                                     |                                          |                                          | Isabella van Beieren (1371-1435)         | Isabella van Beieren (1371-1435)         | Isabella van Beieren (1371-1435)         | Isabella van Beieren (1371-1435)         | Isabella van Beieren (1371-1435) | Isabella van Beieren (1371-1435) |                             |                             |                                |                                |                                |                                |                                  |                                  |                                  |                                  | Lodewijk II van Anjou (1377-1417) | Lodewijk II van Anjou (1377-1417) | Lodewijk II van Anjou (1377-1417)     | Lodewijk II van Anjou (1377-1417)     | Lodewijk II van Anjou (1377-1417)     | Lodewijk II van Anjou (1377-1417)     |                                       |                                       |                             |                             |                                |                                | Yolande van Aragón (1381-1442) | Yolande van Aragón (1381-1442) | Yolande van Aragón (1381-1442) | Yolande van Aragón (1381-1442) | Yolande van Aragón (1381-1442)  | Yolande van Aragón (1381-1442)  |                                 |                                 |                                 |                                 |  |  |  |  |  |  |  |  |  |  |  |  |  |  |  |  |  |  |  |  |  |  |  |  |  |  |  |  |  |  |  |  |  |  |  |  |  |  |  |  |  |  |  |  |  |  |  |  |
|                                       |                                       |                                       |                                       |                                       |                                       |                                    |                                    |                                    |                                    | Karel VII van Frankrijk (1403-1461) | Karel VII van Frankrijk (1403-1461) | Karel VII van Frankrijk (1403-1461) | Karel VII van Frankrijk (1403-1461) | Karel VII van Frankrijk (1403-1461)      | Karel VII van Frankrijk (1403-1461)      |                                          |                                          |                                          |                                          |                                  |                                  |                             |                             |                                |                                |                                |                                |                                  |                                  |                                  |                                  |                                   |                                   |                                       |                                       |                                       |                                       | Maria van Anjou (1404-1463)           | Maria van Anjou (1404-1463)           | Maria van Anjou (1404-1463) | Maria van Anjou (1404-1463) | Maria van Anjou (1404-1463)    | Maria van Anjou (1404-1463)    |                                |                                |                                |                                |                                 |                                 |                                 |                                 |                                 |                                 |  |  |  |  |  |  |  |  |  |  |  |  |  |  |  |  |  |  |  |  |  |  |  |  |  |  |  |  |  |  |  |  |  |  |  |  |  |  |  |  |  |  |  |  |  |  |  |  |
|                                       |                                       |                                       |                                       |                                       |                                       |                                    |                                    |                                    |                                    | Karel VII van Frankrijk (1403-1461) | Karel VII van Frankrijk (1403-1461) | Karel VII van Frankrijk (1403-1461) | Karel VII van Frankrijk (1403-1461) | Karel VII van Frankrijk (1403-1461)      | Karel VII van Frankrijk (1403-1461)      |                                          |                                          |                                          |                                          |                                  |                                  |                             |                             |                                |                                |                                |                                |                                  |                                  |                                  |                                  |                                   |                                   |                                       |                                       |                                       |                                       | Maria van Anjou (1404-1463)           | Maria van Anjou (1404-1463)           | Maria van Anjou (1404-1463) | Maria van Anjou (1404-1463) | Maria van Anjou (1404-1463)    | Maria van Anjou (1404-1463)    |                                |                                |                                |                                |                                 |                                 |                                 |                                 |                                 |                                 |  |  |  |  |  |  |  |  |  |  |  |  |  |  |  |  |  |  |  |  |  |  |  |  |  |  |  |  |  |  |  |  |  |  |  |  |  |  |  |  |  |  |  |  |  |  |  |  |
|                                       |                                       |                                       |                                       |                                       |                                       |                                    |                                    |                                    |                                    |                                     |                                     |                                     |                                     |                                          |                                          |                                          |                                          |                                          |                                          |                                  |                                  |                             |                             |                                |                                |                                |                                |                                  |                                  |                                  |                                  |                                   |                                   |                                       |                                       |                                       |                                       |                                       |                                       |                             |                             |                                |                                |                                |                                |                                |                                |                                 |                                 |                                 |                                 |                                 |                                 |  |  |  |  |  |  |  |  |  |  |  |  |  |  |  |  |  |  |  |  |  |  |  |  |  |  |  |  |  |  |  |  |  |  |  |  |  |  |  |  |  |  |  |  |  |  |  |  |
|                                       |                                       |                                       |                                       |                                       |                                       |                                    |                                    |                                    |                                    |                                     |                                     |                                     |                                     |                                          |                                          |                                          |                                          |                                          |                                          |                                  |                                  |                             |                             |                                |                                |                                |                                |                                  |                                  |                                  |                                  |                                   |                                   |                                       |                                       |                                       |                                       |                                       |                                       |                             |                             |                                |                                |                                |                                |                                |                                |                                 |                                 |                                 |                                 |                                 |                                 |  |  |  |  |  |  |  |  |  |  |  |  |  |  |  |  |  |  |  |  |  |  |  |  |  |  |  |  |  |  |  |  |  |  |  |  |  |  |  |  |  |  |  |  |  |  |  |  |
| Lodewijk XI van Frankrijk (1423-1483) | Lodewijk XI van Frankrijk (1423-1483) | Lodewijk XI van Frankrijk (1423-1483) | Lodewijk XI van Frankrijk (1423-1483) | Lodewijk XI van Frankrijk (1423-1483) | Lodewijk XI van Frankrijk (1423-1483) |                                    |                                    | Catharina van Valois (1428-1446)   | Catharina van Valois (1428-1446)   | Catharina van Valois (1428-1446)    | Catharina van Valois (1428-1446)    | Catharina van Valois (1428-1446)    | Catharina van Valois (1428-1446)    |                                          |                                          | Yolande van Valois (1434-1478)           | Yolande van Valois (1434-1478)           | Yolande van Valois (1434-1478)           | Yolande van Valois (1434-1478)           | Yolande van Valois (1434-1478)   | Yolande van Valois (1434-1478)   |                             |                             | Johanna van Valois (1435-1482) | Johanna van Valois (1435-1482) | Johanna van Valois (1435-1482) | Johanna van Valois (1435-1482) | Johanna van Valois (1435-1482)   | Johanna van Valois (1435-1482)   |                                  |                                  | Magdalena van Valois (1443-1495)  | Magdalena van Valois (1443-1495)  | Magdalena van Valois (1443-1495)      | Magdalena van Valois (1443-1495)      | Magdalena van Valois (1443-1495)      | Magdalena van Valois (1443-1495)      |                                       |                                       | Karel van Berry (1446-1472) | Karel van Berry (1446-1472) | Karel van Berry (1446-1472)    | Karel van Berry (1446-1472)    | Karel van Berry (1446-1472)    | Karel van Berry (1446-1472)    |                                |                                | 3 broers 4 zussen               | 3 broers 4 zussen               | 3 broers 4 zussen               | 3 broers 4 zussen               | 3 broers 4 zussen               | 3 broers 4 zussen               |  |  |  |  |  |  |  |  |  |  |  |  |  |  |  |  |  |  |  |  |  |  |  |  |  |  |  |  |  |  |  |  |  |  |  |  |  |  |  |  |  |  |  |  |  |  |  |  |